# 莫諾省

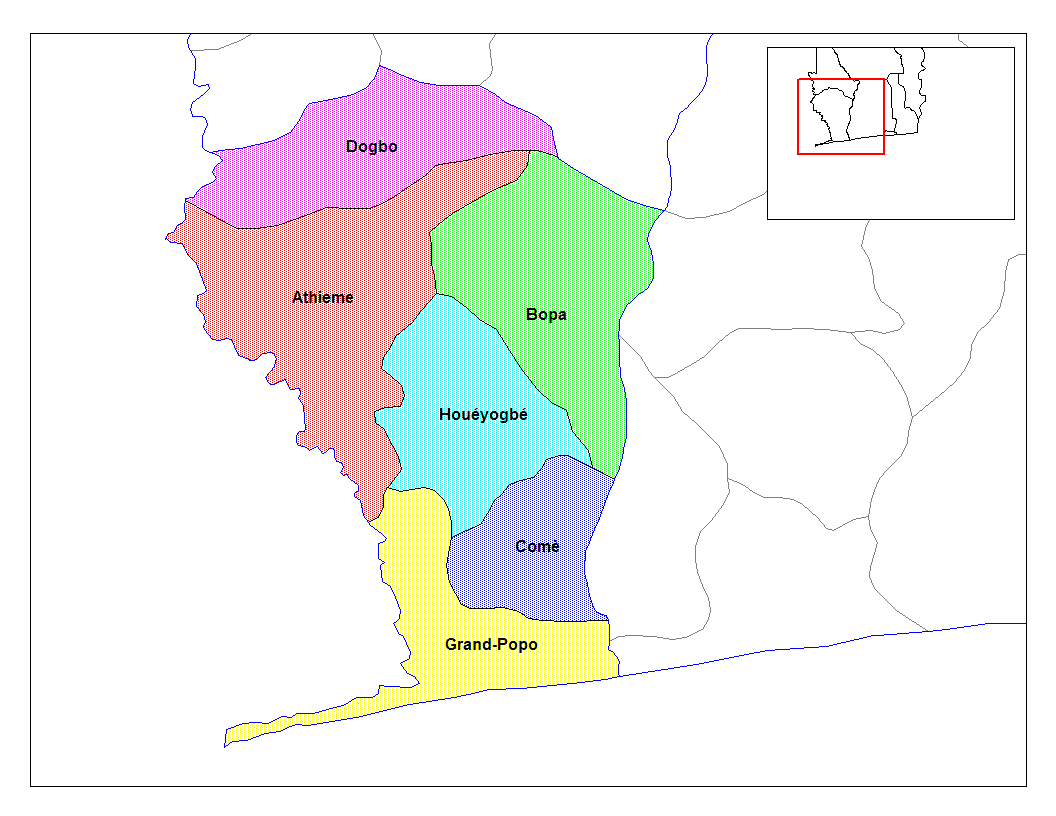
莫諾省的縣份

莫諾省是貝寧的12個省份之一，位於該國西南端，下分4縣，首府洛科薩，北臨庫福省，東面是大西洋省，南接几內亞灣，西臨多哥，面積1,396平方公里，2006年人口387,346。